# Championship Car Racing
Чемпиона́т го́ночных маши́н (Championship Car Racing, также Серия Чампкар, Серия Индикар) — собирательное определение американских автогонок на машинах с открытыми колёсами высшего уровня.

## Возникновение
Первый полный сезон Чемпионата был проведён в 1916 г., когда в него были включены гонка на Кубок Вандербильта, Инди 500, и другие гонки ААА — Американской Автомобильной Ассоциации. Однако сама идея зачёта гонок на «больших машинах», объединявшего такие гонки появилась в 1905 г., но тогда чемпионат был отменён из-за нескольких фатальных инцидентов. Вновь к этой идее вернулись в 1909 г., в 1911 г. в зачёт была включена Инди 500, а в 1916 г. чемпионат обрёл свой окончательный вид. Правда, в 1917 и 1918 гг. он был вновь отменён, но уже по причине вступления США в Первую мировую войну. С 1919 г. Чемпионат начал проводиться регулярно, за исключением 1942—1945 гг. — периода Второй мировой войны, когда в США были запрещены любые автогонки. Однако сами гонки, вошедшие затем в зачёт Чемпионата, начали проводиться с 1902 г., что позволяет некоторым историкам утверждать от существовании Чемпионата уже в то время, и даже определять чемпиона.

## Санкционирующие организации
Санкционирующим органом, ведшим зачёт, была ААА — Американская Автомобильная Ассоциация, хотя технические требования к отдельным гонкам, таким как гонки на Кубок Вандербильта, или Инди 500, выпускали сами организаторы гонок.
В 1955 г., после гибели Билла Вуковича на Инди 500, а также после катастрофы во время гонки 24 часа Ле-Мана, в прессе поднялась кампания, под давлением которой ААА отказалась от проведения гонок. Выход был найден быстро — Тони Халмен, владелец трассы в Индианаполисе, принимающей главную гонку — Инди 500 — создал USAC, Автогоночный Клуб Соединённых Штатов, который и проводил Чемпионат до 1979 г.

## Раскол

### 1979. Первый раскол. CART против USAC.
В конце 70-х гг. некоторые владельцы команд были все больше недовольны деятельностью USAC, в частности, неумелой, по их мнению, продажей телевизионных прав, а также низкими доходами собственно команд. В 1978 г. Дэн Герни опубликовал «Открытое письмо» с изложением причин своего недовольства, однако отвечать на него было уже некому — в 1978 г. потерпел катастрофу частный самолёт, на борту которого погибли 9 человек из высшего руководства USAC. Вскоре вслед за этим умер и основатель USAC, владелец трека в Индианаполисе Тони Халмен.
Дэн Герни, а также лидеры недовольных руководителей команд Роджер Пенске и Пэт Патрик призвали более активно продвигать чемпионат, в частности на телевидении. Они исходили из опыта Берни Экклстоуна, создавшего ФОКА для представления коммерческих интересов Ф1.
В 1979 г. часть команд чемпионата USAC решила взять управление гонками в свои руки и создала организацию CART — Championship of Auto Racing Teams, отличительной чертой которой было то, что управление было в руках самих команд, а также представителей спонсоров. Также в новую организацию вошли и владельцы автодромов, предоставившие свои трассы для гонок. Санкционирующей организацией была SCCA — ещё одна американская автоспортивная ассоциация.
Первоначально USAC пытался игнорировать новый чемпионат, не допустив его участников на гонку Инди 500, но те подали в суд и выиграли. В 1980 г. CART заполучил большую часть команд, гонщиков и трасс прежнего Чемпионата. В ведении USAC скоро осталась лишь Инди 500, и в 1981 г. USAC полностью отказался от проведения Чемпионата, передав все права CART, сохранив за собой лишь Инди 500, которая, тем не менее, шла в зачёт нового чемпионата. Новая серия принялась динамично развиваться, главным образом благодаря поддержке телевидения, в орбиту которого в тот период попали автогонки. Серия также начинает расширять и географию своих этапов, войдя в конфликт с руководством Ф1 в лице коммерческого директора Берни Экклстоуна, когда стала проводить этапы также в Канаде и в Австралии.

### 1996. Второй раскол. IRL против CART.
В 1992 г. внук Тони Халмена и владелец Индианаполис Мотор Спидвей, Тони Джордж, вошел в состав правления CART и начал предлагать свои идеи развития чемпионата, но все они были отклонены. В 1995 г. Тони Джордж создал новую гоночную серию Indy Racing League (IRL), во главу угла которой была поставлена борьба за удешевление автоспорта и продвижение национальных гонщиков. Санкционирующим органом новой серии был USAC, который все ещё контролировал гонку Инди 500. Как владелец, Индианаполис Мотор Спидвей, Тони Джордж включил проводимую на ней Инди 500 в расписание новой серии, а чтобы избавить её от конкуренции со стороны CART, заявил, что 25 мест на старте (из 33) будет зарезервировано за гонщиками IRL. Это означало раскол, и команды CART проигнорировали Инди 500 в 1996 г.
Однако и помимо действий Тони Джорджа Чампкар имел усиливающиеся затруднения — рост географии чемпионата как по части трасс, так и по части гонщиков, приводил к снижению интереса собственно американской публики. Также были недовольны и американские спонсоры, не нуждавшиеся в мировой рекламе.
В 2000 г. CART ослабил запрет на участие в Инди 500 и некоторые команды решили этим воспользоваться. В частности, одна из сильнейших команд Чип Гэннаси Рейсинг, в доминирующем стиле выигравшая Инди 500 в 2000 г. со своим пилотом Хуаном Пабло Монтойей, после чего решила выступать в серии IRL на постоянной основе. В 2002 г. под давлением Мальборо ушла в IRL Пенске Рейсинг — согласно законам США, на территории страны табачные компании могли осуществлять рекламную деятельность только в одной гоночной серии, и в Marlboro решили выставляться в Инди 500. В 2002 г. FedEx объявила о прекращении своей поддержки серии по завершении контракта в конце сезона, об этом же заявили Хонда и Тойота, поставлявшие серии двигатели, но переключившиеся на поддержку IRL.
В 2003 г., после ухода титульного спонсора и двух из трёх мотористов, акции CART резко пошли вниз, дойдя до 25¢, и чемпионат обанкротился. После ряда судебных процессов, в ходе которых на него претендовал глава конкурирующей серии Тони Джордж, он перешёл под крыло специально созданной структуры OWRC под управлением Кевина Калховена и стал называться CCWS — ChampCar World Series. Однако в 2004 г. в IRL перешли ещё две сильные команды бывших гонщиков — Майкла Андретти и Бобби Рейхала.
В попытке хоть как-то выжить Чампкар терял все свои традиции — уменьшалось число гонок на овалах за счёт роста числа временных городских трасс, остался только один производитель шасси и один моторист — Cosworth, серия перешла к правилам FIA и даже старту с места, а также специальной кнопке для обгонов. Однако и эта серия не смогла справиться с множащимися проблемами, и в 2006 г. потеряла поддержку Бриджстоуна и Форда.

### 2008. Конец раскола. Поглощение Чампкара.
22 февраля 2008 г., когда команды готовились к новому сезону, было объявлено о слиянии серий — Тони Джордж заявил, что предоставит шасси и 1,2 млн долларов поддержки. 5 апреля 2008 г. была объявлена банкротом, а 20 апреля прошла последняя прощальная гонка в Лонг-Бич, которую уже нельзя было отменить.

## Названия
Чемпионат более известен под именами Серия Индикар и Серия Чампкар.
Первое название получило наибольшее распространение после 1956 г., когда руководство взял USAC, также проводивший Инди 500. Индикарами назывались автомобили, допущенные на старт Инди 500, они же участвовали и в других гонках серии (то есть «автомобили в стиле Инди 500»). Торговая марка Индикар была зарегистрирована Тони Джорджем в 1992 г. и, по соглашению с CART, не использовалась до 2003 г.
Когда в 1996 г. CART потерял право называться Индикаром было принято другое, также историческое название Серии Чампкар. Чампкары — это «большие автомобили», участвовавшие в зачёте Чемпионата ААА. Точного определения чампкаров нет, можно лишь сказать, что они больше спринт-каров и миджетов, участвовавших в региональных соревнованиях на коротких трассах. Первоначально чампкары имели экипаж из двух человек — водителя и механика, но так как гонки проводились на относительно коротких трассах, то скоро механик переместился на обочину.

## Соревнования

### Автомобили

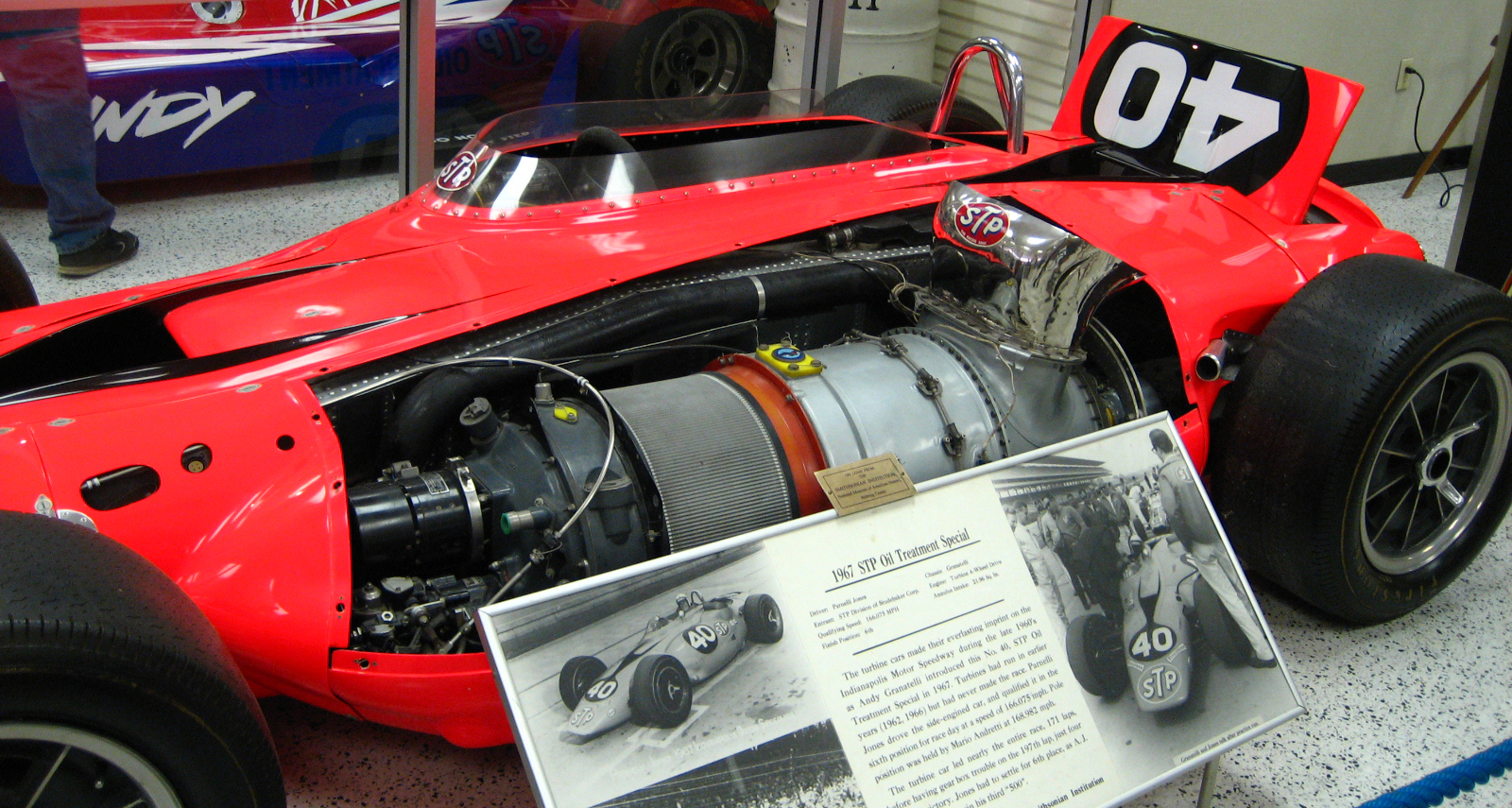
Газотурбинный автомобиль Парнелли Джонса на Инди 500 1967 года.

Используя достижения развитой американской автомобильной промышленности, Чампкар до начала 70-х был самой передовой гоночной серией в мире, регулярно внедряя различные новинки. Так, в 1948 г. на старт вышел 6-колёсный автомобиль, а в 1967 г. автомобиль, оснащённый газовой турбиной, под управлением Парнелли Джонса едва не выиграл Инди 500 (он сошёл, лидируя, за 3 круга до финиша, но турбину сразу же запретили). Многие новинки попадали затем в Европу, но и из Европы стали приходить новые технические решения. В 1961 г. дебютировали Cooper, с двигателем за спиной гонщика, а в 1965 г. Джим Кларк на заднемоторном Лотус выиграл Инди 500. После появления в 1978 г. Лотус-78, использующего граунд-эффект, на следующий год Chaparral скопировал это решение в CART.
В Чампкаре применялись различные спецификации машин для различных типов трасс — дорожных, овальных, а также для гаревых и утрамбованных треков. Причём машины для последних оставались переднемоторными и мало использовали аэродинамические ухищрения. В виду сильных конструктивных различий родстеров — переднемоторных машин — было решено гонки на них выделить в отдельную серию.
С 1964 г. Чампкар перешёл на использование метанола, как менее взрывоопасного топлива, после гибели двух гонщиков во время Инди 500. В 70х гг. началось широкое применение турбонаддува, с которым Чампкар уже не расставался никогда, удерживая лидерство по максимальной мощности своих V8, достигавшей 900—1000л.с., на протяжении 70-80-90х гг (за исключением «турбо-эры» в Ф1, когда в середине 80-х гг. двигатели Ф1 могли развивать и более 1000л.с.). Однако в 2001 г. давление наддува было ограничено 1,4атм., поскольку все больше гонок проводилось на городских трассах и требовалось принять меры по снижению шумности, новые двигатели развивали мощность не свыше 800л.с., и то, при задействовании специальной кнопки push-to-pass, увеличивающей давление наддува до 1,5атм.
Наличие в календаре Чампкара высокоскоростных овалов накладывало свой отпечаток на облик машин — они были длиннее и ниже автомобилей Формулы 1, имели более длинную колесную базу, большую массу и отличались отменной устойчивостью на высоких скоростях, в ущерб управляемости. Рекорд максимальной скорости был поставлен Жилем де Ферраном на квалификации к последней гонке сезона 2000 г. Мальборо 500 на треке в Фонтане, когда он прошёл круг со средней скоростью 388км/ч. В отличие от Формулы 1 в Чампкаре вес автомобиля считался без пилота и составлял 710 кг.
С конца 70-х гг. автомобили Чампкар используют профилированные днища, создающие немалый граунд-эффект, за счёт более слабой крыльевой аэродинамики. Однако шасси Паноз DP01, принятые в 2007 г. отказались от граунд-эффекта. В отличие от Формулы 1 в Чампкаре команды не создавали шасси сами, а покупали его у специальных производителей, за исключением Пенске, но и он перешёл на клиентские шасси в конце 90х гг., когда его собственные оказались неконкурентоспособны.

### Гонки
Чемпионат ААА включал в себя самые различные гонки и не всегда участники чемпионата могли выступать на всех сразу — они просто получали очки в зачёт чемпионата. Гонки проводились как трассах овальной конфигурации, с самым разнообразным покрытием, так и на дорожных трассах, также различного типа.
Исторически трассы овального типа составляли основу Чемпионата, именно благодаря им он достиг своей популярности. Овалы могли иметь асфальтовое, бетонное, кирпичное, гаревое, утрамбованное грунтовое и даже дощатое покрытие. Гонки на дощатых треках (board-tracks) были популярны в 1910-х гг, но к середине 30-х полностью сошли на нет — они были слишком дороги в обслуживании и очень опасны. В 1970 г. чемпионат был разделён по признаку покрытия на две серии — Golden Crown для трасс с твёрдым покрытием (paved tracks) и Silver Crown для треков с гаревым или утрамбованными покрытием, хотя многие продолжали участвовать в обеих сериях. В свою очередь овальные трассы делились на шорт-треки — длиной в милю и меньше, и спидвеи — более 1 мили.
Трассы дорожного типа могли располагаться как на стационарных автодромах, так и на временных аэродромных трассах, а также проходить по городским улицам. С 1947 по 1955 гг., а также в 1965—1969 гг. в зачёт входила легендарная гонка Пайкс Пик — подъём на холм по трассе со смешанным покрытием длиной около 20 км.
В 70х. гг. календарь был ограничен 20 этапами. Кроме всего прочего разыгрывалась и почётная Тройная Корона, присуждавшаяся гонщику, выигравшему в течение сезона три 500-мильные гонки.
Американцы первым начали регламентировать гоночные автомобили по рабочему объёму двигателя — ещё в 1910-х гг., а также первыми стали давать финиш по победителю, не дожидаясь пока дистанцию гонки пройдут все участники, которым вместо этого засчитывалось отставание в 1 круг и т. д.

## Национальные чемпионы

### Пересмотр итогов
В 1926 г. Спортивный орган ААА пересчитал результаты своих главных гонок с 1909 по 1915гг, а также 1917 по 1919 гг.
В 1951 г. историк автогонок Расс Катлин официально пересчитал результаты гонок ААА за период 1902—1915 гг. и 1916—1919 гг.
Так появилось семь новых чемпионов, а чемпионами 1909 и 1920 гг. стали другие гонщики. Причём некоторые гонщики в результате этого стали чемпионами посмертно в чемпионате, об участии в котором они и не подозревали. Хотя большинство историков согласны с ведением зачёта от 1909 г.

### Чемпионы
| Год  | Чемпионы ААА постфактум                                                                        | Чемпионы ААА постфактум                                                                        | Чемпионы ААА постфактум                                                                        |
| ---- | ---------------------------------------------------------------------------------------------- | ---------------------------------------------------------------------------------------------- | ---------------------------------------------------------------------------------------------- |
| 1902 | Гарри Харкнесс (Harry Harkness)                                                                | Гарри Харкнесс (Harry Harkness)                                                                | Гарри Харкнесс (Harry Harkness)                                                                |
| 1903 | Барни Олдфилд (Barney Oldfield)                                                                | Барни Олдфилд (Barney Oldfield)                                                                | Барни Олдфилд (Barney Oldfield)                                                                |
| 1904 | Джордж Хит (George Heath)                                                                      | Джордж Хит (George Heath)                                                                      | Джордж Хит (George Heath)                                                                      |
| 1905 | Виктор Хемери (Victor Hemery)                                                                  | Виктор Хемери (Victor Hemery)                                                                  | Виктор Хемери (Victor Hemery)                                                                  |
| 1906 | Джо Трейси (Joe Tracy)                                                                         | Джо Трейси (Joe Tracy)                                                                         | Джо Трейси (Joe Tracy)                                                                         |
| 1907 | Эдди Болд (Eddie Bald)                                                                         | Эдди Болд (Eddie Bald)                                                                         | Эдди Болд (Eddie Bald)                                                                         |
| 1908 | Луис Стренг (Louis Strang)                                                                     | Луис Стренг (Louis Strang)                                                                     | Луис Стренг (Louis Strang)                                                                     |
| 1909 | Берт Дингли (Bert Dingley) Джордж Робертсон (George Robertson, По итогам пересмотра в 1951 г.) | Берт Дингли (Bert Dingley) Джордж Робертсон (George Robertson, По итогам пересмотра в 1951 г.) | Берт Дингли (Bert Dingley) Джордж Робертсон (George Robertson, По итогам пересмотра в 1951 г.) |
| 1910 | Рэй Харрун (Ray Harroun)                                                                       | Рэй Харрун (Ray Harroun)                                                                       | Рэй Харрун (Ray Harroun)                                                                       |
| 1911 | Ральф Мёлфорд (Ralph Mulford)                                                                  | Ральф Мёлфорд (Ralph Mulford)                                                                  | Ральф Мёлфорд (Ralph Mulford)                                                                  |
| 1912 | Ральф де Палма (Ralph DePalma)                                                                 | Ральф де Палма (Ralph DePalma)                                                                 | Ральф де Палма (Ralph DePalma)                                                                 |
| 1913 | Эрл Купер (Earl Cooper)                                                                        | Эрл Купер (Earl Cooper)                                                                        | Эрл Купер (Earl Cooper)                                                                        |
| 1914 | Ральф де Палма                                                                                 | Ральф де Палма                                                                                 | Ральф де Палма                                                                                 |
| 1915 | Эрл Купер                                                                                      | Эрл Купер                                                                                      | Эрл Купер                                                                                      |
| 1917 | Эрл Купер                                                                                      | Эрл Купер                                                                                      | Эрл Купер                                                                                      |
| 1918 | Ральф Мёлфорд                                                                                  | Ральф Мёлфорд                                                                                  | Ральф Мёлфорд                                                                                  |
| 1919 | Ховард Уилкокс (Howard Wilcox)                                                                 | Ховард Уилкокс (Howard Wilcox)                                                                 | Ховард Уилкокс (Howard Wilcox)                                                                 |
| Год  | AAA National Championship                                                                      | AAA National Championship                                                                      | AAA National Championship                                                                      |
| 1916 | Дарио Реста (Dario Resta)                                                                      | Дарио Реста (Dario Resta)                                                                      | Дарио Реста (Dario Resta)                                                                      |
| 1917 | Гонки не проводились ввиду Первой мировой войны                                                | Гонки не проводились ввиду Первой мировой войны                                                | Гонки не проводились ввиду Первой мировой войны                                                |
| 1918 | Гонки не проводились ввиду Первой мировой войны                                                | Гонки не проводились ввиду Первой мировой войны                                                | Гонки не проводились ввиду Первой мировой войны                                                |
| 1919 | Гонки не проводились ввиду Первой мировой войны                                                | Гонки не проводились ввиду Первой мировой войны                                                | Гонки не проводились ввиду Первой мировой войны                                                |
| 1920 | Гастон Шевроле (Gaston Chevrolet) Томми Милтон (Tommy Milton, по итогам пересмотра в 1951 г.)  | Гастон Шевроле (Gaston Chevrolet) Томми Милтон (Tommy Milton, по итогам пересмотра в 1951 г.)  | Гастон Шевроле (Gaston Chevrolet) Томми Милтон (Tommy Milton, по итогам пересмотра в 1951 г.)  |
| 1921 | Томми Милтон                                                                                   | Томми Милтон                                                                                   | Томми Милтон                                                                                   |
| 1922 | Джимми Мёрфи (Jimmy Murphy)                                                                    | Джимми Мёрфи (Jimmy Murphy)                                                                    | Джимми Мёрфи (Jimmy Murphy)                                                                    |
| 1923 | Эдди Хирн (Eddie Hearne)                                                                       | Эдди Хирн (Eddie Hearne)                                                                       | Эдди Хирн (Eddie Hearne)                                                                       |
| 1924 | Джимми Мёрфи                                                                                   | Джимми Мёрфи                                                                                   | Джимми Мёрфи                                                                                   |
| 1925 | Пит Де Паоло (Pete DePaolo)                                                                    | Пит Де Паоло (Pete DePaolo)                                                                    | Пит Де Паоло (Pete DePaolo)                                                                    |
| 1926 | Гарри Хартц (Harry Hartz)                                                                      | Гарри Хартц (Harry Hartz)                                                                      | Гарри Хартц (Harry Hartz)                                                                      |
| 1927 | Пит Де Паоло                                                                                   | Пит Де Паоло                                                                                   | Пит Де Паоло                                                                                   |
| 1928 | Луи Мейер (Louis Meyer)                                                                        | Луи Мейер (Louis Meyer)                                                                        | Луи Мейер (Louis Meyer)                                                                        |
| 1929 | Луи Мейер                                                                                      | Луи Мейер                                                                                      | Луи Мейер                                                                                      |
| 1930 | Билли Арнольд (Billy Arnold)                                                                   | Билли Арнольд (Billy Arnold)                                                                   | Билли Арнольд (Billy Arnold)                                                                   |
| 1931 | Луи Шнайдер (Louis Schneider)                                                                  | Луи Шнайдер (Louis Schneider)                                                                  | Луи Шнайдер (Louis Schneider)                                                                  |
| 1932 | Боб Кэри (Bob Carey)                                                                           | Боб Кэри (Bob Carey)                                                                           | Боб Кэри (Bob Carey)                                                                           |
| 1933 | Луи Мейер                                                                                      | Луи Мейер                                                                                      | Луи Мейер                                                                                      |
| 1934 | Билл Каммингс (Bill Cummings)                                                                  | Билл Каммингс (Bill Cummings)                                                                  | Билл Каммингс (Bill Cummings)                                                                  |
| 1935 | Келли Петилло (Kelly Petillo)                                                                  | Келли Петилло (Kelly Petillo)                                                                  | Келли Петилло (Kelly Petillo)                                                                  |
| 1936 | Маури Роуз (Mauri Rose)                                                                        | Маури Роуз (Mauri Rose)                                                                        | Маури Роуз (Mauri Rose)                                                                        |
| 1937 | Уилбур Шоу (Wilbur Shaw)                                                                       | Уилбур Шоу (Wilbur Shaw)                                                                       | Уилбур Шоу (Wilbur Shaw)                                                                       |
| 1938 | Флойд Робертс (Floyd Roberts)                                                                  | Флойд Робертс (Floyd Roberts)                                                                  | Флойд Робертс (Floyd Roberts)                                                                  |
| 1939 | Уилбур Шоу                                                                                     | Уилбур Шоу                                                                                     | Уилбур Шоу                                                                                     |
| 1940 | Рекс Мейс (Rex Mays)                                                                           | Рекс Мейс (Rex Mays)                                                                           | Рекс Мейс (Rex Mays)                                                                           |
| 1941 | Рекс Мейс                                                                                      | Рекс Мейс                                                                                      | Рекс Мейс                                                                                      |
| 1942 | Гонки не проводились ввиду Второй мировой войны                                                | Гонки не проводились ввиду Второй мировой войны                                                | Гонки не проводились ввиду Второй мировой войны                                                |
| 1943 | Гонки не проводились ввиду Второй мировой войны                                                | Гонки не проводились ввиду Второй мировой войны                                                | Гонки не проводились ввиду Второй мировой войны                                                |
| 1944 | Гонки не проводились ввиду Второй мировой войны                                                | Гонки не проводились ввиду Второй мировой войны                                                | Гонки не проводились ввиду Второй мировой войны                                                |
| 1945 | Гонки не проводились ввиду Второй мировой войны                                                | Гонки не проводились ввиду Второй мировой войны                                                | Гонки не проводились ввиду Второй мировой войны                                                |
| 1946 | Тед Хорн (Ted Horn)                                                                            | Тед Хорн (Ted Horn)                                                                            | Тед Хорн (Ted Horn)                                                                            |
| 1947 | Тед Хорн                                                                                       | Тед Хорн                                                                                       | Тед Хорн                                                                                       |
| 1948 | Тед Хорн                                                                                       | Тед Хорн                                                                                       | Тед Хорн                                                                                       |
| 1949 | Джонни Парсонс                                                                                 | Джонни Парсонс                                                                                 | Джонни Парсонс                                                                                 |
| 1950 | Генри Бэнкс (Henry Banks)                                                                      | Генри Бэнкс (Henry Banks)                                                                      | Генри Бэнкс (Henry Banks)                                                                      |
| 1951 | Тони Беттенхаузен (Tony Bettenhausen)                                                          | Тони Беттенхаузен (Tony Bettenhausen)                                                          | Тони Беттенхаузен (Tony Bettenhausen)                                                          |
| 1952 | Чак Стивенсон (Chuck Stevenson)                                                                | Чак Стивенсон (Chuck Stevenson)                                                                | Чак Стивенсон (Chuck Stevenson)                                                                |
| 1953 | Сэм Хэнкс (Sam Hanks)                                                                          | Сэм Хэнкс (Sam Hanks)                                                                          | Сэм Хэнкс (Sam Hanks)                                                                          |
| 1954 | Джимми Брайан (Jimmy Bryan)                                                                    | Джимми Брайан (Jimmy Bryan)                                                                    | Джимми Брайан (Jimmy Bryan)                                                                    |
| 1955 | Боб Швайкерт (Bob Sweikert)                                                                    | Боб Швайкерт (Bob Sweikert)                                                                    | Боб Швайкерт (Bob Sweikert)                                                                    |
| Год  | USAC National Championship                                                                     | USAC National Championship                                                                     | USAC National Championship                                                                     |
| 1956 | Джимми Брайан                                                                                  | Джимми Брайан                                                                                  | Джимми Брайан                                                                                  |
| 1957 | Джимми Брайан                                                                                  | Джимми Брайан                                                                                  | Джимми Брайан                                                                                  |
| 1958 | Тони Беттенхаузен                                                                              | Тони Беттенхаузен                                                                              | Тони Беттенхаузен                                                                              |
| 1959 | Роджер Уорд Rodger Ward                                                                        | Роджер Уорд Rodger Ward                                                                        | Роджер Уорд Rodger Ward                                                                        |
| 1960 | Эй Джей Фойт (A.J. Foyt)                                                                       | Эй Джей Фойт (A.J. Foyt)                                                                       | Эй Джей Фойт (A.J. Foyt)                                                                       |
| 1961 | Эй Джей Фойт                                                                                   | Эй Джей Фойт                                                                                   | Эй Джей Фойт                                                                                   |
| 1962 | Роджер Уорд                                                                                    | Роджер Уорд                                                                                    | Роджер Уорд                                                                                    |
| 1963 | Эй Джей Фойт                                                                                   | Эй Джей Фойт                                                                                   | Эй Джей Фойт                                                                                   |
| 1964 | Эй Джей Фойт                                                                                   | Эй Джей Фойт                                                                                   | Эй Джей Фойт                                                                                   |
| 1965 | Марио Андретти                                                                                 | Марио Андретти                                                                                 | Марио Андретти                                                                                 |
| 1966 | Марио Андретти                                                                                 | Марио Андретти                                                                                 | Марио Андретти                                                                                 |
| 1967 | Эй Джей Фойт                                                                                   | Эй Джей Фойт                                                                                   | Эй Джей Фойт                                                                                   |
| 1968 | Бобби Ансер (Bobby Unser)                                                                      | Бобби Ансер (Bobby Unser)                                                                      | Бобби Ансер (Bobby Unser)                                                                      |
| 1969 | Марио Андретти                                                                                 | Марио Андретти                                                                                 | Марио Андретти                                                                                 |
| 1970 | Эл Ансер (Al Unser)                                                                            | Эл Ансер (Al Unser)                                                                            | Эл Ансер (Al Unser)                                                                            |
| 1971 | Джо Леонард (Joe Leonard)                                                                      | Джо Леонард (Joe Leonard)                                                                      | Джо Леонард (Joe Leonard)                                                                      |
| 1972 | Джо Леонард                                                                                    | Джо Леонард                                                                                    | Джо Леонард                                                                                    |
| 1973 | Роджер Маккласки (Roger McCluskey)                                                             | Роджер Маккласки (Roger McCluskey)                                                             | Роджер Маккласки (Roger McCluskey)                                                             |
| 1974 | Бобби Ансер                                                                                    | Бобби Ансер                                                                                    | Бобби Ансер                                                                                    |
| 1975 | Эй Джей Фойт                                                                                   | Эй Джей Фойт                                                                                   | Эй Джей Фойт                                                                                   |
| 1976 | Гордон Джонкок (Gordon Johncock)                                                               | Гордон Джонкок (Gordon Johncock)                                                               | Гордон Джонкок (Gordon Johncock)                                                               |
| 1977 | Том Снева (Tom Sneva)                                                                          | Том Снева (Tom Sneva)                                                                          | Том Снева (Tom Sneva)                                                                          |
| 1978 | Том Снева                                                                                      | Том Снева                                                                                      | Том Снева                                                                                      |
| Год  | SCCA/CART Series                                                                               | Год                                                                                            | USAC Championship                                                                              |
| 1979 | Рик Мирз (Rick Mears)                                                                          | 1979                                                                                           | Эй Джей Фойт                                                                                   |
| Год  | CART PPG Series                                                                                | Год                                                                                            | USAC Gold Crown Championship                                                                   |
| 1980 | Джонни Резерфорд (Johnny Rutherford)                                                           | 1980                                                                                           | Джонни Резерфорд                                                                               |
| 1981 | Рик Мирз                                                                                       | 1981-82                                                                                        | Джордж Снайдер (George Snider)                                                                 |
| 1982 | Рик Мирз                                                                                       | 1981-82                                                                                        | Джордж Снайдер (George Snider)                                                                 |
| 1983 | Эл Ансер                                                                                       | 1982-83                                                                                        | Том Снева                                                                                      |
| 1984 | Марио Андретти                                                                                 | 1983-84                                                                                        | Рик Мирз                                                                                       |
| 1985 | Эл Ансер                                                                                       | 1984-85                                                                                        | Дэнни Салливан (Danny Sullivan)                                                                |
| 1986 | Бобби Рэйхал (Bobby Rahal)                                                                     | 1985-86                                                                                        | Бобби Рэйхал                                                                                   |
| 1987 | Бобби Рэйхал                                                                                   | 1986-87                                                                                        | Эл Ансер                                                                                       |
| 1988 | Дэнни Салливан                                                                                 | 1987-88                                                                                        | Рик Мирз                                                                                       |
| 1989 | Эмерсон Фиттипальди                                                                            | 1988-89                                                                                        | Эмерсон Фиттипальди                                                                            |
| 1990 | Эл Ансер-младший                                                                               | 1989-90                                                                                        | Ари Люндайк (Arie Luyendyk)                                                                    |
| 1991 | Майкл Андретти                                                                                 | 1990-91                                                                                        | Рик Мирз                                                                                       |
| 1992 | Бобби Рэйхал                                                                                   | 1991-92                                                                                        | Эл Ансер-младший                                                                               |
| 1993 | Найджел Мэнселл                                                                                | 1992-93                                                                                        | Эмерсон Фиттипальди                                                                            |
| 1994 | Эл Ансер-младший                                                                               | 1993-94                                                                                        | Эл Ансер-младший                                                                               |
| 1995 | Жак Вильнев                                                                                    | 1994-95                                                                                        | Жак Вильнев                                                                                    |
| Год  | CART Fedex Series                                                                              | Год                                                                                            | IRL IndyCar Series                                                                             |
| 1996 | Джимми Вассер                                                                                  | 1996                                                                                           | Скотт Шарп Базз Калкинс                                                                        |
| 1997 | Алекс Занарди                                                                                  | 1996-97                                                                                        | Тони Стюарт                                                                                    |
| 1998 | Алекс Занарди                                                                                  | 1998                                                                                           | Кенни Брак                                                                                     |
| 1999 | Хуан Пабло Монтойя                                                                             | 1999                                                                                           | Грег Рей                                                                                       |
| 2000 | Жиль де Ферран                                                                                 | 2000                                                                                           | Бадди Лазье                                                                                    |
| 2001 | Жиль де Ферран                                                                                 | 2001                                                                                           | Сэм Хорниш                                                                                     |
| 2002 | Кристиано да Матта                                                                             | 2002                                                                                           | Сэм Хорниш                                                                                     |
| 2003 | Пол Трейси                                                                                     | 2003                                                                                           | Скотт Диксон                                                                                   |
| Год  | Champ Car World Series                                                                         | Год                                                                                            | IRL IndyCar Series                                                                             |
| 2004 | Себастьен Бурде                                                                                | 2004                                                                                           | Тони Канаан                                                                                    |
| 2005 | Себастьен Бурде                                                                                | 2005                                                                                           | Дэн Уэлдон                                                                                     |
| 2006 | Себастьен Бурде                                                                                | 2006                                                                                           | Сэм Хорниш                                                                                     |
| 2007 | Себастьен Бурде                                                                                | 2007                                                                                           | Дарио Франкитти                                                                                |
| Год  | IRL IndyCar Series                                                                             | IRL IndyCar Series                                                                             | IRL IndyCar Series                                                                             |
| 2008 | Скотт Диксон                                                                                   | Скотт Диксон                                                                                   | Скотт Диксон                                                                                   |
| 2009 | Дарио Франкитти                                                                                | Дарио Франкитти                                                                                | Дарио Франкитти                                                                                |
| 2010 | Дарио Франкитти                                                                                | Дарио Франкитти                                                                                | Дарио Франкитти                                                                                |
| 2011 | Дарио Франкитти                                                                                | Дарио Франкитти                                                                                | Дарио Франкитти                                                                                |
| 2012 | Райан Хантер-Рей                                                                               | Райан Хантер-Рей                                                                               | Райан Хантер-Рей                                                                               |
| 2013 | Скотт Диксон                                                                                   | Скотт Диксон                                                                                   | Скотт Диксон                                                                                   |
| 2014 | Уилл Пауэр                                                                                     | Уилл Пауэр                                                                                     | Уилл Пауэр                                                                                     |
| 2015 | Скотт Диксон                                                                                   | Скотт Диксон                                                                                   | Скотт Диксон                                                                                   |